# Владія
Владія (рум. Vladia) — село у повіті Васлуй в Румунії. Входить до складу комуни Драгомірешть.
Село розташоване на відстані 262 км на північ від Бухареста, 31 км на захід від Васлуя, 61 км на південь від Ясс, 145 км на північ від Галаца.

## Населення
За даними перепису населення 2002 року у селі проживали 516 осіб, усі — румуни. Усі жителі села рідною мовою назвали румунську.